# Neoarisemus prodigiosus
Neoarisemus prodigiosus är en tvåvingeart som beskrevs av Duckhouse 1978. Neoarisemus prodigiosus ingår i släktet Neoarisemus och familjen fjärilsmyggor. Inga underarter finns listade i Catalogue of Life.